# Salem (cidade da Suécia)
Salem é uma cidade da Suécia da região de Svealand, na província da Södermanland, no condado de Estocolmo e comuna de Salem, onde é capital. Possui 54,1 quilômetros quadrados e segundo censo de 2018, havia 16 786 pessoas. Sua economia está dominada por pequenas empresas de serviços, assim como pela administração municipal. Está conectadas às estradas E4 e E20.

## História
Seu nome era originalmente Slaem e foi citado já em 1283, mas foi depois trocado no século XVII para Salem, o nome bíblico de Jerusalém.